# Faisal Shahzad
Faisal Shahzad (ourdou : فیصل شہزاد), né le 30 juin 1979 au Pakistan, est un terroriste pakistanais naturalisé américain. Il est à l'origine de l'attentat à Times Square du 1er mai 2010 pour laquelle il a été arrêté. Après avoir plaidé coupable, il a été condamné à la prison à vie.